# John Wallace (żeglarz)
John Donald Wallace (ur. 8 lipca 1903 w Prescott, zm. 21 września 1990 w hrabstwie Santa Barbara) – amerykański żeglarz, olimpijczyk.
Uczestnik Letnich Igrzysk Olimpijskich 1936. Wystartował w klasie 6 metrów (skład załogi łodzi Mystery stanowili: Morgan Adams, William Bartholomae, Charles Garner, Carl Paul, John Wallace), w której Amerykanie zajęli 9. miejsce wśród 11 sklasyfikowanych zespołów.
W latach 1942–1953 służył w US Navy.